# Lyssa zampa

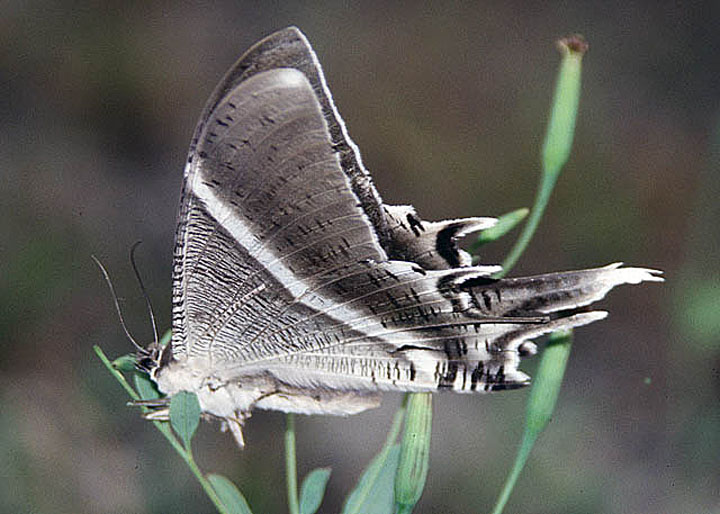
Lyssa zampa Unterseite

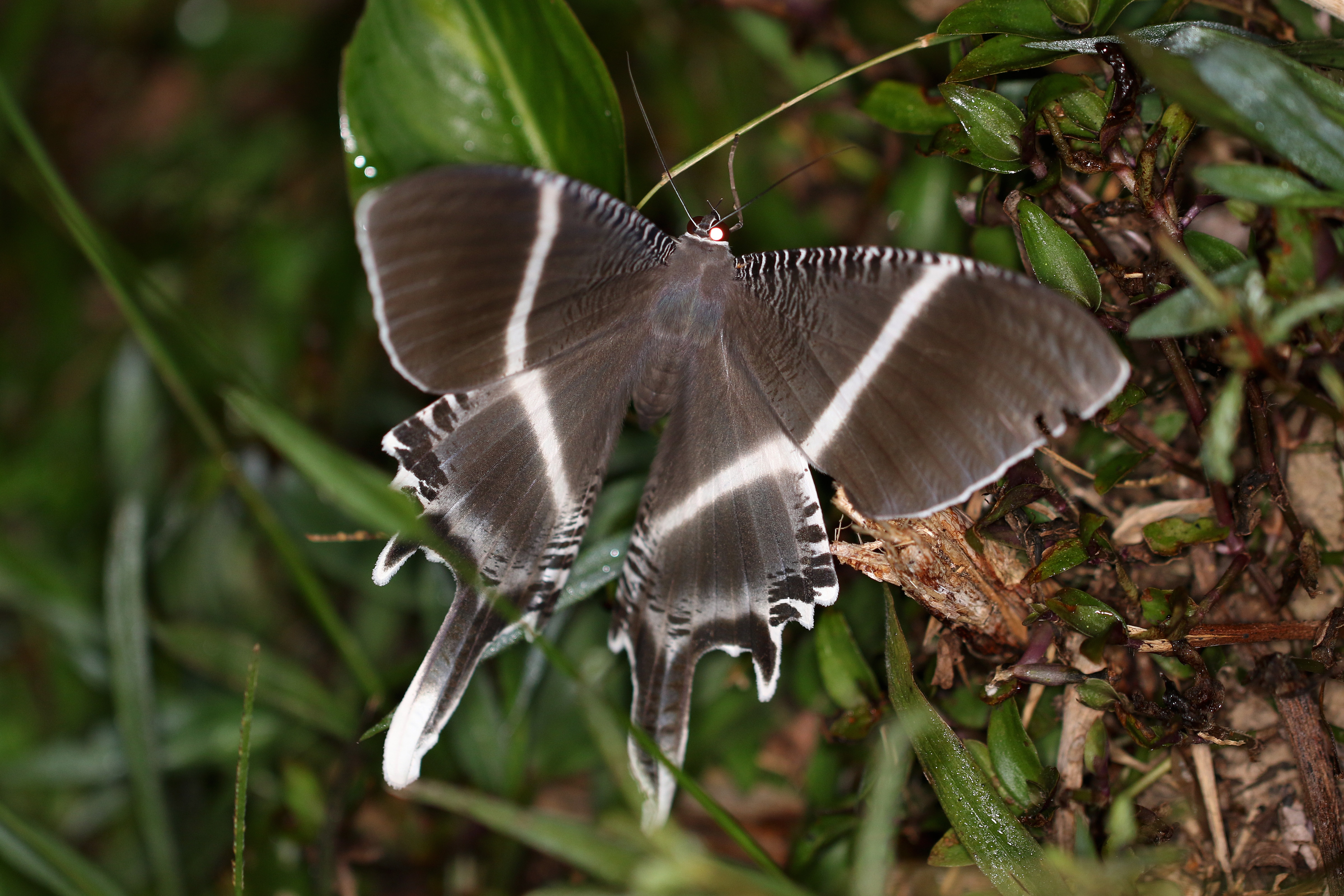
Lyssa menoetius (zum Vergleich)

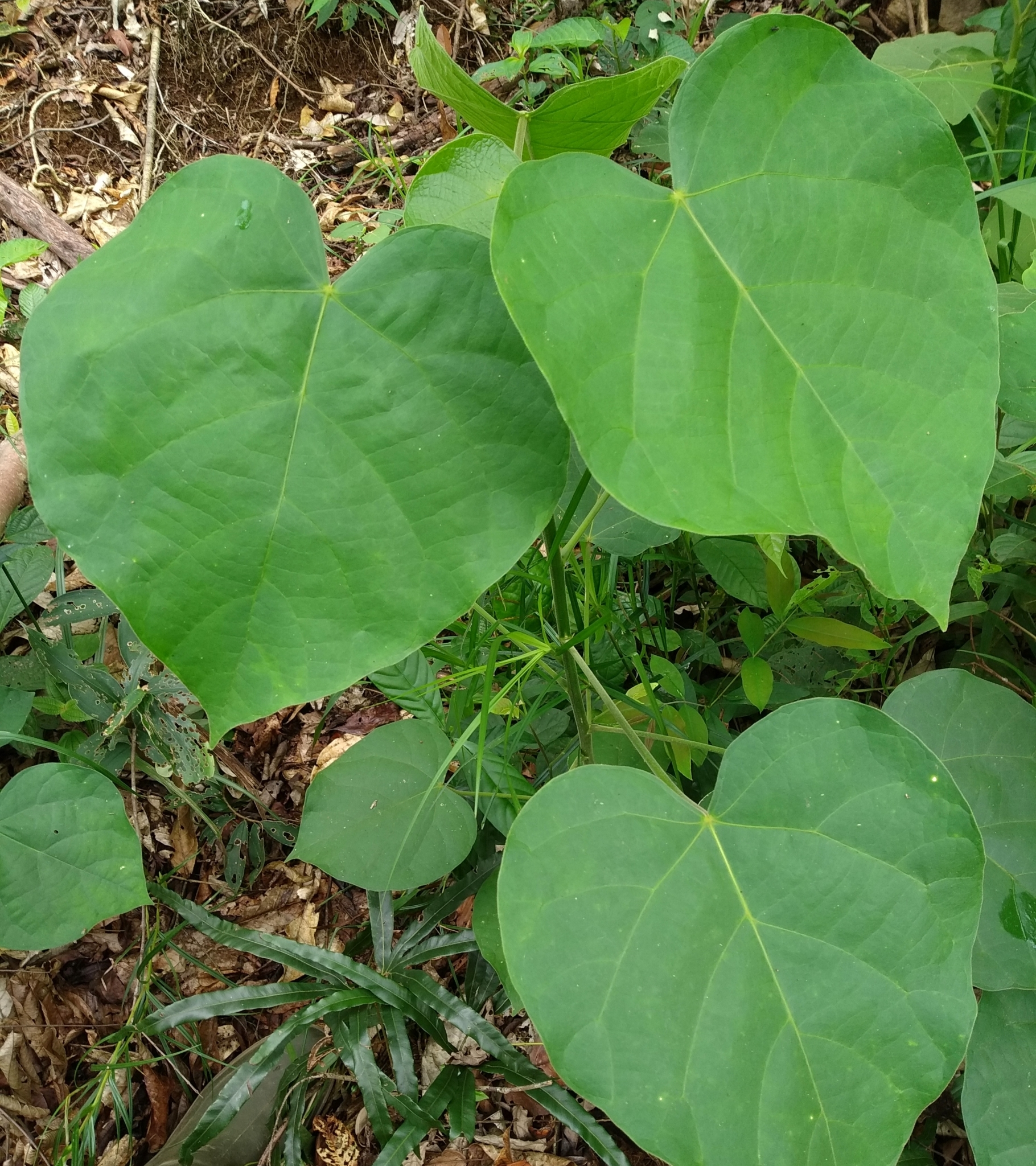
Blätter von Endospermum diadenum, der Hauptnahrung der Raupen in Singapur

Lyssa zampa ist ein in Südostasien vorkommender Schmetterling (Nachtfalter) aus der Familie der Spanner (Geometridae).

## Merkmale

### Falter
Die sehr großen Falter erreichen eine Flügelspannweite von bis zu 160 Millimetern. Zwischen den Geschlechtern besteht farblich kein wesentlicher Unterschied. Die Weibchen sind lediglich etwas heller und größer als die Männchen. Die Grundfarbe der Flügel variiert von samtig nussbraun über dunkelbraun bis zu violett braun. Die  Basalregion ist schwarzbraun marmoriert. Auf der Vorderflügeloberseite beginnt eine gerade weiße Linie in der Mitte des  Vorderrandes, die bis oberhalb des Analwinkels auf den Hinterflügeln verläuft. Die weiße Linie ist saumwärts  hell graubraun angelegt. Vom Analwinkel erstreckt sich ein langer, weiß umrandeter Schwanz. Ein weiterer, kürzerer, ebenfalls weiß umrandeter Schwanz beginnt in der Mitte des Außenrandes der Hinterflügel. Im englischen Sprachgebrauch wird die Art als Tropical Swallowtail Moth (Tropischer Nachtschwalbenschwanz) bezeichnet. Die Zeichnung der Vorderflügel scheint in ähnlicher, jedoch blasserer Ausprägung auf die Unterseiten hindurch, die Basalregion ist allerdings heller und stärker marmoriert.

### Raupe
Die Raupen haben eine gelbliche Farbe und sind über die gesamte Körperoberfläche mit unregelmäßigen schwarzen Flecken und Tuberkeln versehen. Zuweilen heben sich an den Seiten rotbraune Streifen ab. Kopfkapsel und Beine sind orangefarben.

### Ähnliche Arten
Die Falter von Lyssa menoetius zeigen etwas breitere weiße Streifen auf den Flügeloberseiten, die saumwärts nicht aufgehellt angelegt sind.

## Verbreitung und Lebensraum
Lyssa zampa kommt im nordöstlichen Himalaya-Vorland, in Indonesien, Malaysia, Singapur, Thailand, auf den Philippinen sowie im Südosten Chinas vor. Sporadische Vorkommen wurden aus Japan und Taiwan gemeldet. Hauptlebensraum sind tropische, bergige Laubwälder. Die Art wurde noch in Höhen von 2600 Metern nachgewiesen. 
Neben der Nominatform Lyssa zampa zampa sind folgende Unterarten bekannt:
- Lyssa zampa dilutus Butler, 1877 (Sulawesi)
- Lyssa zampa docile Röber, 1927 (Andamanen)

## Lebensweise
Die Falter sind nachtaktiv und sind über das ganze Jahr hindurch zu finden, schwerpunktmäßig fliegen sie im Juni und Juli. Sie besuchen nachts an künstlichen Lichtquellen. Zuweilen erscheinen sie in Anzahl in hell erleuchteten Stadtgebieten und fliegen Scheinwerfer an. Jahrweise gibt es ein Massenauftreten der Falter. So war der Anflug während eines Fußballspiels in Malaysia im Jahr 2014 so intensiv, dass das Spiel zeitweise unterbrochen werden musste. Im gleichen Jahr gab es ein Massenauftreten in Singapur. Es wurden zunächst ca. 2000 Falter an jedem Baum der dortigen Nahrungspflanze Endospermum diadenum gezählt. Einige Wochen später wurden bis zu 20.000 meist ausgewachsene Raupen an jedem befallenen Baum ermittelt. Außerdem waren die Baumkronen großflächig mit Seidenfäden eingesponnen. Einige Puppen befanden sich im Laub. Die betroffenen Bäume waren praktisch vollständig entlaubt. Innerhalb von drei Jahren wuchsen die Blätter der Bäume jedoch wieder. Als Schädling tritt die Art nur jahrweise auf. Die Raupen ernähren sich in anderen Regionen auch von den Blättern weiterer Endospermum- oder Kirschmyrtenarten (Eugenia). Die Verpuppung erfolgt in Laubstreu in einem aus Seidenfäden zusammengesponnenen Kokon zwischen Blättern.